# Phalera imitata
Phalera imitata är en fjärilsart som beskrevs av Druce 1896. Phalera imitata ingår i släktet Phalera och familjen tandspinnare. Inga underarter finns listade i Catalogue of Life.